# Maximin Giraud
Pierre Maximin Giraud (Corps, 26 agosto 1835 – Corps, 1º marzo 1875) è stato uno dei due veggenti mariani di Nostra Signora di La Salette.

## Biografia

### Infanzia
Maximin Giraud nacque il 26 agosto 1835 a Corps, nel dipartimento di Isère. Sua madre, Anne-Marie Templier, era originaria della sua stessa regione. Suo padre invece, Germain Giraud, proveniva dal vicino distretto di Trièves. La madre morì lasciando Massimino, allora di 17 mesi, e una figlia, Angélique, che aveva otto anni. Poco dopo, Germain Giraud, un riparatore di ruote di carri, si risposò con Marie Court. Stando a quanto riportato, la sua nuova moglie non era interessata a Maximin e persino lo trascurava. Maximin crebbe in modo disordinato, trascorrendo gran parte del suo tempo con spensierato abbandono nella sola compagnia del suo cane e della sua capra mentre vagavano per le strade di Corps. La frequenza scolastica non era obbligatoria all'epoca e lui non frequentava mai le lezioni. Lo stesso accadde per la sua istruzione religiosa.
Giraud parlava il dialetto vivaro-alpino, un dialetto della lingua occitana, come tutti in quella città, ma lui imparò anche qualche parola di francese tra cocchieri di carrozze e altri viaggiatori presenti nelle stazioni delle carrozze. Nel 1846 aveva 11 anni.

### Vita dopo l'apparizione
Nei tre anni successivi all'apparizione, il suo fratellastro Jean-François, la sua matrigna e suo padre morirono. Il fratello di sua madre, chiamato "oncle Templier", divenne il suo tutore.
Dopo l'apparizione, fu tenuto nella scuola delle Sorelle della Provvidenza di Corps en Isère, dove ci fu un'inchiesta sull'apparizione. I suoi progressi a scuola erano lenti, ostacolati dalla costante pressione dei pellegrini e di altre persone curiose. I due ragazzi non si contraddissero mai sulla storia dell'apparizione, nonostante fossero stati interrogati separatamente. Giraud andò ad Ars per incontrare San Giovanni Maria Vianney tre volte, per essere interrogato da lui sulle apparizioni. Secondo quanto riferito, Giraud non gradiva la compagnia, ma fece il viaggio per avere la possibilità di vedere posti nuovi. A causa della cattiveria del viceparroco di Vianney, ci fu un malinteso, risolto solo dopo 8 anni e il Curato confermò la sua fede nelle apparizioni.
In seguito, Maximin si spostò da un posto all'altro. Entrò nel Seminario Minore di Rondeau a Grenoble, per poi passare alla abbazia della Grande Chartreuse. Da lì, viaggiò fino a Seyssin, e poi a Roma, e quindi a Dax, Aire-sur-l'Adour e Le Vésinet, quindi a Tonnerre, a Jouy-en-Josas vicino a Versailles e infine Parigi. Maximin entrò in seminario, ma in seguito lavorò in una casa di benestanti; e infine si diede agli studi di medicina. che abbandonò e trovò lavoro in una farmacia.
Nel 1865, la Marchesa di Pignerolles gli offrì un viaggio a Roma, dove Maximin, nell'aprile di quell'anno, si arruolò negli zuavi pontifici. Grazie al breve periodo trascorso alla scuola di medicina di Parigi nel 1862, fu assegnato al Servizio Sanitario come infermiere. Durante il suo periodo negli zuavi pontifici, redasse le sue memorie, su richiesta di Madame Jourdain. Nei suoi scritti successivi, Giraud riportò con orgoglio il suo servizio negli zuavi, ma non partecipò a scontri, poiché, dopo che la fine della sua ferma di sei mesi, tornò a Parigi.
Il quotidiano La Vie Parisienne pubblicò un attacco contro la Salette e i due ragazzi. Giraud protestò e il giornale stampò una correzione. In reazione a ciò, nel 1866 lui pubblicò una breve opera intitolata La professione del re delle apparizioni di Notre-Dame de La Salette.
Fu durante questo periodo che la famiglia Jourdain, una coppia molto devota, portò una certa stabilità nella sua vita e pagò i suoi debiti. Nel 1869, Giraud entrò in società con un commerciante di liquori che usò il suo nome ormai famoso per aumentare le vendite e lo truffò, non facendogli avere alcun profitto.
Nel 1870 si arruolò nell'esercito imperiale e fu assegnato a Fort Barraux, nei pressi di Chambéry. Subito dopo tornò a Corps e fu raggiunto lì dai Jourdain. I tre vivevano in condizioni di indigenza e furono aiutati dai padri del santuario con l'approvazione del vescovo. Nel novembre 1874 Giraud fece un pellegrinaggio al santuario di La Salette. Di fronte a un pubblico rapito ripeté la storia di La Salette come aveva fatto il primo giorno e fu l'ultima volta che la raccontò. Nel febbraio 1875, inoltre, visitò la chiesa parrocchiale per l'ultima volta.

### Morte

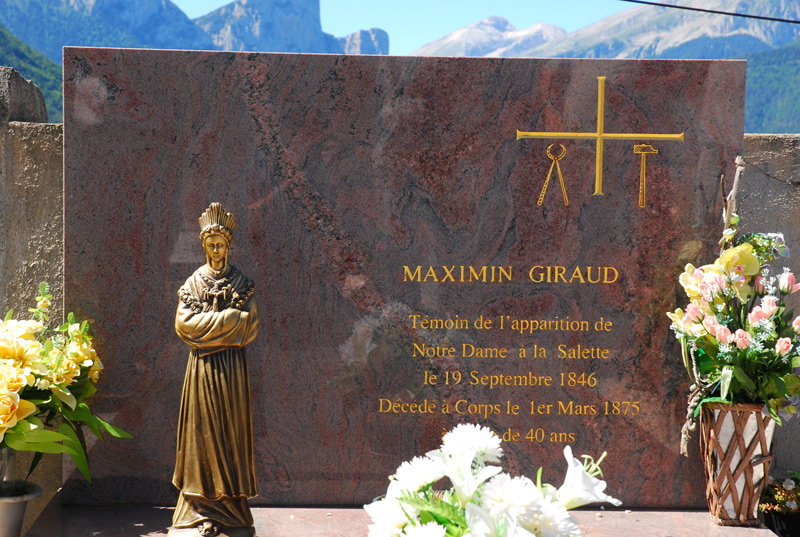
Tomba di Maximin Giraud, a Corps, in Francia

La sera del 1º marzo del 1875, Giraud ricevette il sacramento della Penitenza e la Comunione, fece la sua ultima confessione e bevve l'acqua santa di La Salette per deglutire l'Eucaristia. Poco dopo morì: non aveva ancora compiuto 40 anni.
Le sue spoglie giacciono nel cimitero di Corps. Prima di morire, volle sottolineare ancora una volta il suo amore per La Salette e solennemente proclamò:

## L'apparizione
Il 19 settembre 1846, verso le tre in punto del pomeriggio, su una montagna a circa cinque chilometri dal villaggio di La Salette-Fallavaux, Maximin, undici anni, e la quindicenne Mélanie Calvat, chiamata Mathieu, entrambi non istruiti, videro in una luce risplendente una "bella signora" vestita in uno strano costume. Parlando alternativamente in francese e in patois, trasmise un messaggio che dovevano riferire a "tutto il suo popolo". Dopo essersi lamentata dell'empietà dei cristiani e averli minacciati di terribili castighi nel caso in cui avessero perseverato nel male, promise loro la Divina Misericordia se si fossero ravveduti. La signora disse pure qualcosa in segreto a ciascuno dei due ragazzi. Mentre parlava a turno a ognuno di loro, l'altro vedeva le sue labbra muoversi, ma non riusciva a sentire quanto diceva..
La veridicità dell'apparizione fu sancita da monsignor Philibert de Bruillard, vescovo di Grenoble, il 16 novembre 1851 con il titolo di Nostra Signora di La Salette. Entrambi i segreti furono scritti dai veggenti e inviati al papa nello stesso anno.

## Il segreto di Maximin
"Se il mio popolo continua, quello che ti dirò arriverà prima, se cambierà un po', sarà un po' più tardi, la Francia ha corrotto l'universo, un giorno sarà punita, la fede morirà in Francia: tre quarti della Francia non praticheranno più la religione, o quasi non più, l'altra parte la praticherà senza praticarla veramente. Dopo ciò, le nazioni si convertiranno, e la fede si riaccenderà dappertutto.
Un grande paese nel nord Europa, ora protestante, sarà convertito; con il sostegno di questo paese tutte le altre nazioni del mondo saranno convertite. Prima che ciò si verifichi, ci saranno grandi disordini, nella Chiesa e da ogni altra parte. Dopodiché, il nostro Santo Padre - il Papa - sarà perseguitato. Il suo successore sarà un pontefice che nessuno si aspetterà.
Dopo ciò verrà una grande pace, ma non durerà a lungo. Un mostro verrà a disturbarla. Tutto ciò che ti dico qui arriverà nell'altro secolo, al più nell'anno duemila".
Maximin Giraud
(Mi ha detto di dirlo qualche tempo prima).
Mio Santissimo Padre, la tua santa benedizione a una delle tue pecore.
Grenoble, 3 luglio 1851.»

## Interpretazione
Il sociologo Michael P. Carroll ipotizza che l'apparizione possa essere scaturita da un'allucinazione iniziale, modellata da un desiderio inconscio da parte di Maximin di punire la sua matrigna per averlo maltrattato. Le indicazioni che Maximin potrebbe avere in caso di fame potrebbero riflettersi nelle pene previste relative alla carestia.:'impressione iniziale sia di Melanie che Maximin della donna che piange era quella di una possibile vittima di violenza domestica. In un'intervista, Maximin ha detto che pensava a una donna "il cui figlio l'aveva picchiata e poi l'aveva lasciata".

### Seconda edizione - 11 agosto 1851
Un'edizione del 3 luglio 1851 fu riprodotta su richiesta di Benjamin Dausse, un amico e amministratore di Maximin. Una terza edizione fu prodotta il 5 agosto 1853 su richiesta di Jacques-Marie-Achille Ginoulhiac, il nuovo vescovo di Grenoble, che non conosceva il segreto.